# Tierra de Edith Ronne
Tierra de Edith Ronne (en inglés: Edith Ronne Land) es el nombre que el estadounidense Finn Ronne dio en honor de su esposa y colaboradora —Edith Ronne— a la tierra continental de la Antártida que supuso que existía al sur de la barrera de hielos que llamó Lassiter Ice Shelf en honor de su compañero de vuelo —hoy Barrera de hielo Filchner-Ronne— al sur del mar de Weddell, que exploró en dos vuelos en avión en noviembre y diciembre de 1947 como parte de la Expedición de Investigación Antártica Ronne. 
| Localización de la Tierra de Edith Ronne |

El nombre fue oficializado por el U.S. Board on Geographic Names.

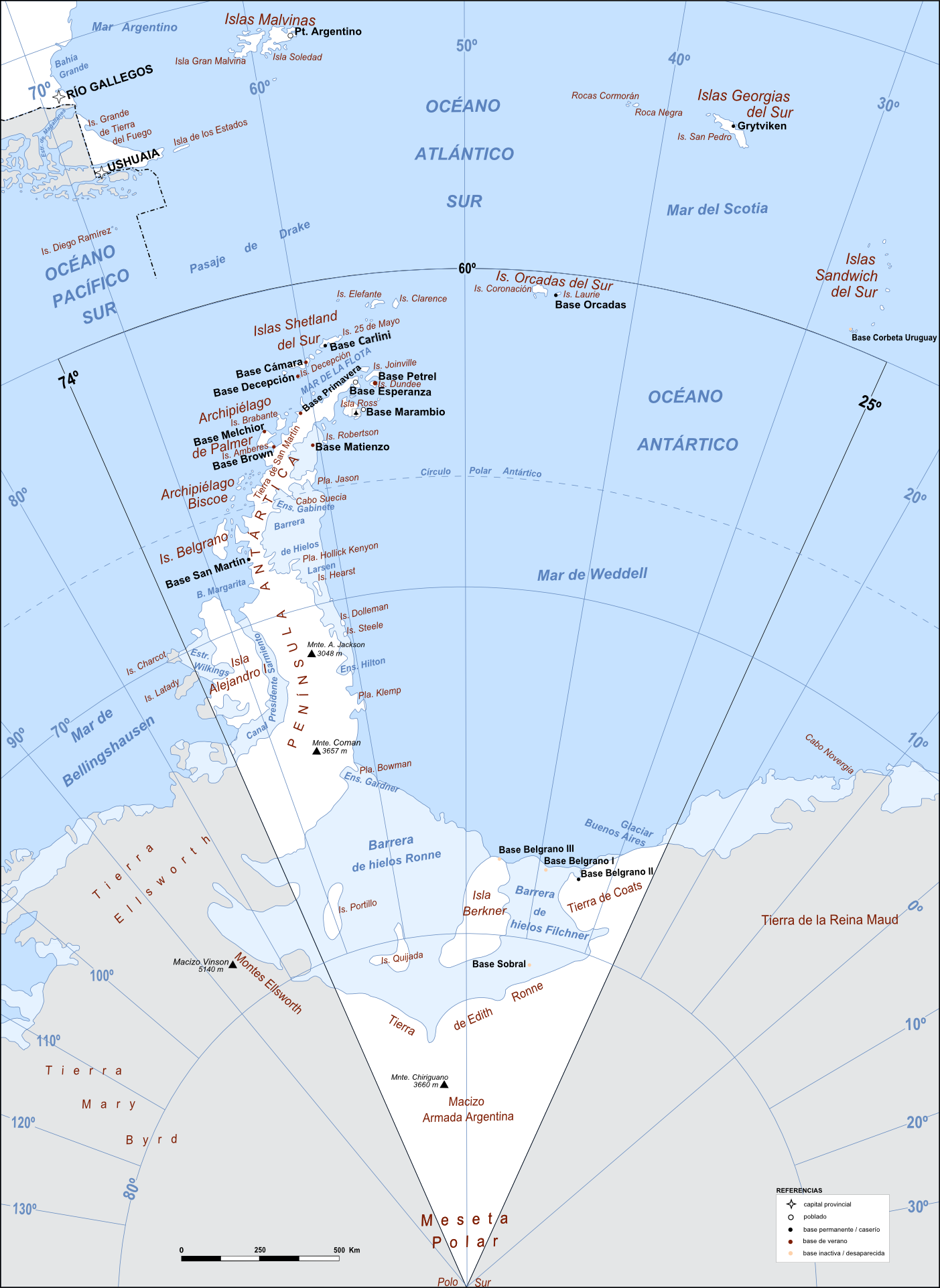
Mapa de la Provincia de Tierra del Fuego AIAS, de la que la Antártida Argentina hace parte.
En él se muestra la Tierra de Edith Ronne al sur de la barreras de hielo Ronne y Filchner.

Cuando durante el Año Geofísico Internacional entre 1957 y 1958 Finne Ronne integró la dotación de la Base Ellsworth descubrió que las elevaciones del hielo: Berkner, Portillo o Korff, y Quijada o Henry, estaban separadas de la tierra continental que él había llamado Tierra de Edith Ronne, por lo que la barrera de hielos era más grande de lo que creía. En vista de eso, en 1968 el Comité Consultivo sobre Nomenclatura Antártica decidió descartar los topónimos Lassiter Ice Shelf y Edith Ronne Land y llamar a una parte de la costa de la base de la península Antártica como costa Lassiter y a la barrera de hielo como Ronne Ice Shelf en honor al matrimonio Ronne.
Sin embargo, como el topónimo estuvo en uso dos décadas antes de su retiro por Estados Unidos, siguió siendo usado por otros países, entre ellos Chile que denomina Tierra Edith Ronne a la tierra continental entre la base de la península Antártica y la Tierra de Coats.
El 18 de diciembre de 2012 el Foreign and Commonwealth Office anunció que como parte de la conmemoración por el 60 aniversario del reinado de Isabel II decidió llamar Tierra de la Reina Isabel (Queen Elizabeth Land) al territorio de 437 000 km² ubicado en el vértice sur de la reclamación británica en la Antártida, al que no daba ningún nombre y que en su parte norte es conocida por otros países como Tierra de Edith Ronne. El área limita al noroeste con la Tierra de Coats, al norte con la barrera de hielo Filchner-Ronne y al noreste con la corriente de hielo Rutford.

## Reclamaciones territoriales
Argentina incluye a la parte de la Tierra de Edith Ronne entre los 25° O y los 74° O en el departamento Antártida Argentina dentro de la provincia de Tierra del Fuego, Antártida e Islas del Atlántico Sur; para Chile, que reclama el sector al occidente de los 53° O, forma parte de la comuna Antártica de la provincia Antártica Chilena dentro de la Región de Magallanes y de la Antártica Chilena; y para el Reino Unido integra el Territorio Antártico Británico. Las tres reclamaciones están restringidas por los términos del Tratado Antártico.
Nomenclatura de los países reclamantes:
- Argentina: -
- Chile: Tierra Edith Ronne
- Reino Unido: desde 2012 denomina a toda la tierra al sur de la barrera de hielo Filchner-Ronne dentro del Territorio Antártico Británico como Queen Elizabeth Land